# Johannis Tidemann

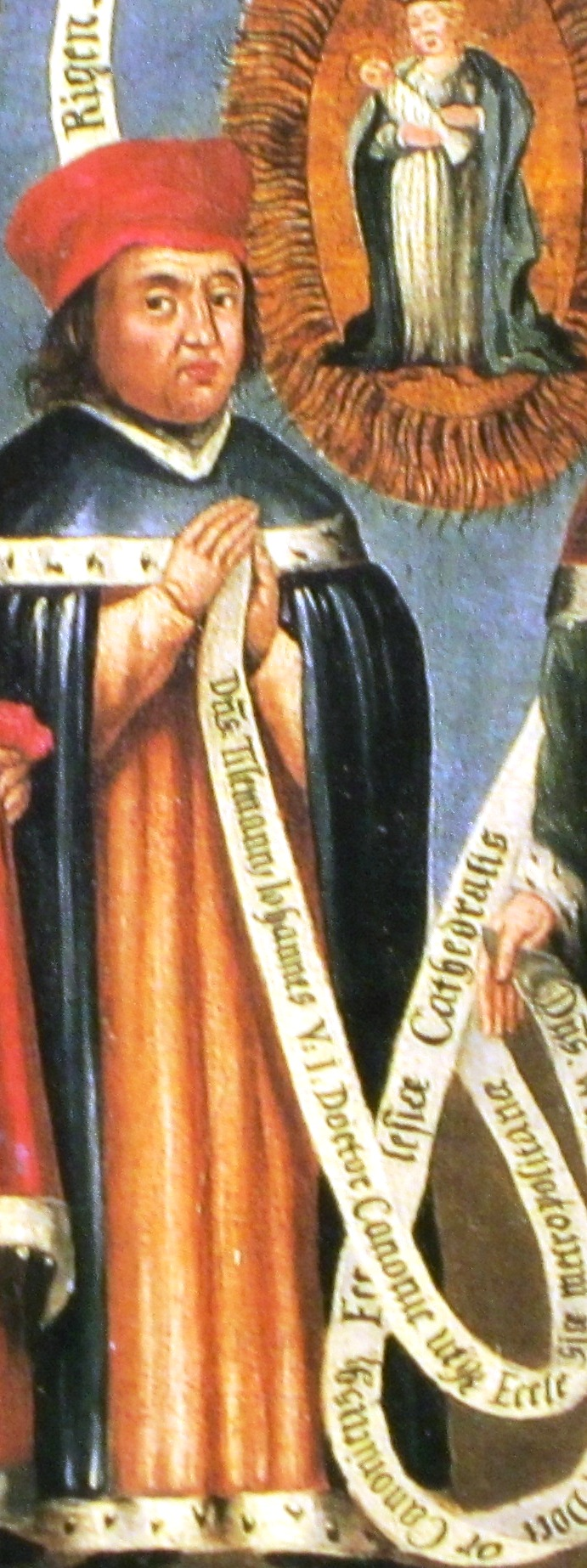
Johannis Tidemann (Ausschnitt aus der Rubenow-Tafel)

Johannis Tidemann († vor 1456 in Greifswald) war ein deutscher Jurist.

## Leben
Tidemann wurde im 1419 in Rostock immatrikuliert und war dort zwischen 1426/27 Rektor als Licentiatus des Römischen Rechts. 1432/33 wurde er Doktor beider Rechte. Im Februar 1437 nahm Tidemann am Provinzialkonzil des Erzbischofs von Riga Henning Scharpenberg teil. Als Freund und Gehilfe Heinrich Rubenows gehörte Tidemann zu den Gründern der Universität Greifswald.
Johannis Tidemann wurde in St. Nikolai in Greifswald bestattet. Er ist auf der Rubenow-Tafel im Greifswalder Dom (4.v.l.) mit den weiteren Professoren Bernhard Bodeker, Wilken Bolen, Johannes Lamside, Bertold Segeberg und Nicolaus Theodorici de Amsterdam dargestellt.